# Giro di Romagna 2009
Il Giro di Romagna 2009, ottantaquattresima edizione della corsa e valida come evento dell'UCI Europe Tour 2009, si svolse il 6 settembre 2009, per un percorso di 195,6 km. La vittoria fu appannaggio del brasiliano Murilo Fischer, che completò il percorso in 4h43'39", precedendo gli italiani Enrico Rossi e Francesco Gavazzi.
Sul traguardo di Lugo 89 ciclisti, su 139 partiti dalla medesima località, portarono a termine la competizione.

## Ordine d'arrivo (Top 10)
| Pos. | Corridore            | Squadra       | Tempo    |
| ---- | -------------------- | ------------- | -------- |
| 1    | Murilo Fischer       | Liquigas      | 4h43'39" |
| 2    | Enrico Rossi         | Cer. Flaminia | s.t.     |
| 3    | Francesco Gavazzi    | Lampre-N.G.C. | s.t.     |
| 4    | Francesco Ginanni    | Diquigiovanni | s.t.     |
| 5    | Daniele Colli        | Carmiooro     | s.t.     |
| 6    | Giovanni Visconti    | ISD-Neri      | s.t.     |
| 7    | Federico Canuti      | CSF Group     | s.t.     |
| 8    | Miguel Ángel Rubiano | C. Calzatura  | s.t.     |
| 9    | Fabrice Piemontesi   | Fuji-Servetto | s.t.     |
| 10   | Daniele Pietropolli  | LPR Brakes    | s.t.     |